# César Pires
César Henrique Santos Pires, mais conhecido como César Pires (Codó, 13 de outubro de 1956) é um professor e político brasileiro. Ele foi secretário da Educação no governo Roseana Sarney (2009–2010) e reitor da UEMA (1995–2002).

## Carreira política
Sua vida pública teve início em 1995 quando foi indicado reitor da UEMA pela governadora Roseana Sarney.
A seguir, em 2002 foi eleito deputado estadual e reeleito em 2006, 2010, 2014 e 2018. Nesse período foi filiado ao PFL, agremiação que mudara de nome para DEM, ao PEN, ao PV e ao PSD.
Em 2022, se filia ao PSD, recebendo 35.600 votos, mas não logrou êxito.